# Área de Proteção Ambiental Corumbataí, Botucatu e Tejupá
A Área de Proteção Ambiental (APA) Corumbataí, Botucatu e Tejupá, também chamada informalmente de APA das Cuestas, é uma Unidade de Conservação (UC) estadual localizada em São Paulo, criada em 1983. Subdivide-se em três "perímetros", na prática, três UCs independentes: a APA Corumbataí, a APA Botucatu, e a APA Tejupá.
Esse conjunto de UCs visa proteger, dentre outros elementos, atributos como as Cuestas Basálticas (ou Arenítico-Basálticas), os Morros Testemunhos das feições geomorfológicas locais (ex., o Morro do Cuscuzeiro), exemplares significativos da flora e fauna regional, o Aqüífero Guarani e o Patrimônio Cultural da região.

## APA Corumbataí
A APA Corumbataí, formalmente, APA Corumbataí, Botucatu e Tejupá – Perímetro Corumbataí, abrange porções de 15 municípios. Ainda não possui plano de manejo.
Parte da porção oeste desta UC se sobrepõe à APA dos Rios Piracicaba e Juqueri-Mirim – Área I.

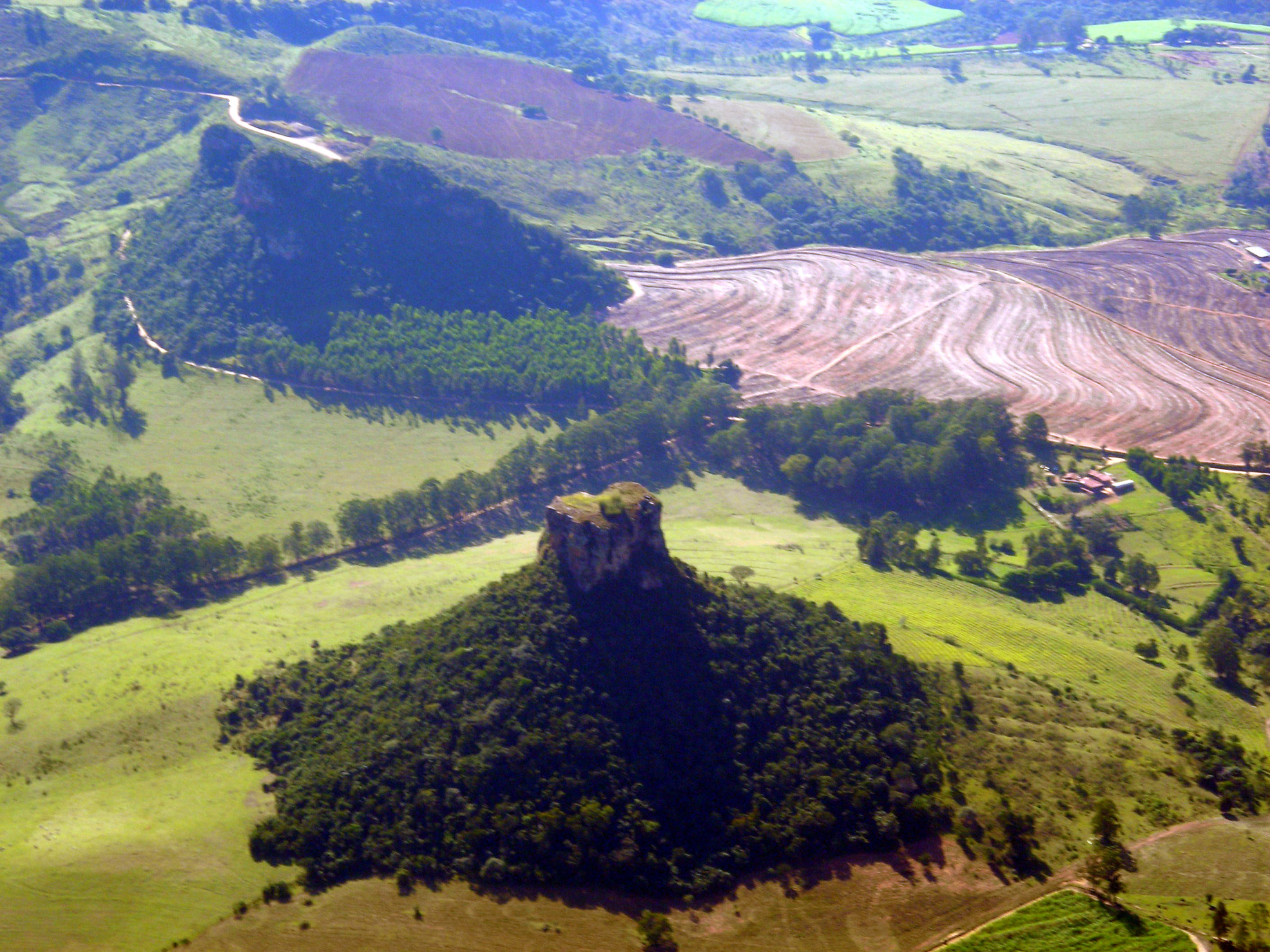
Morro do Cuscuzeiro, em Analândia
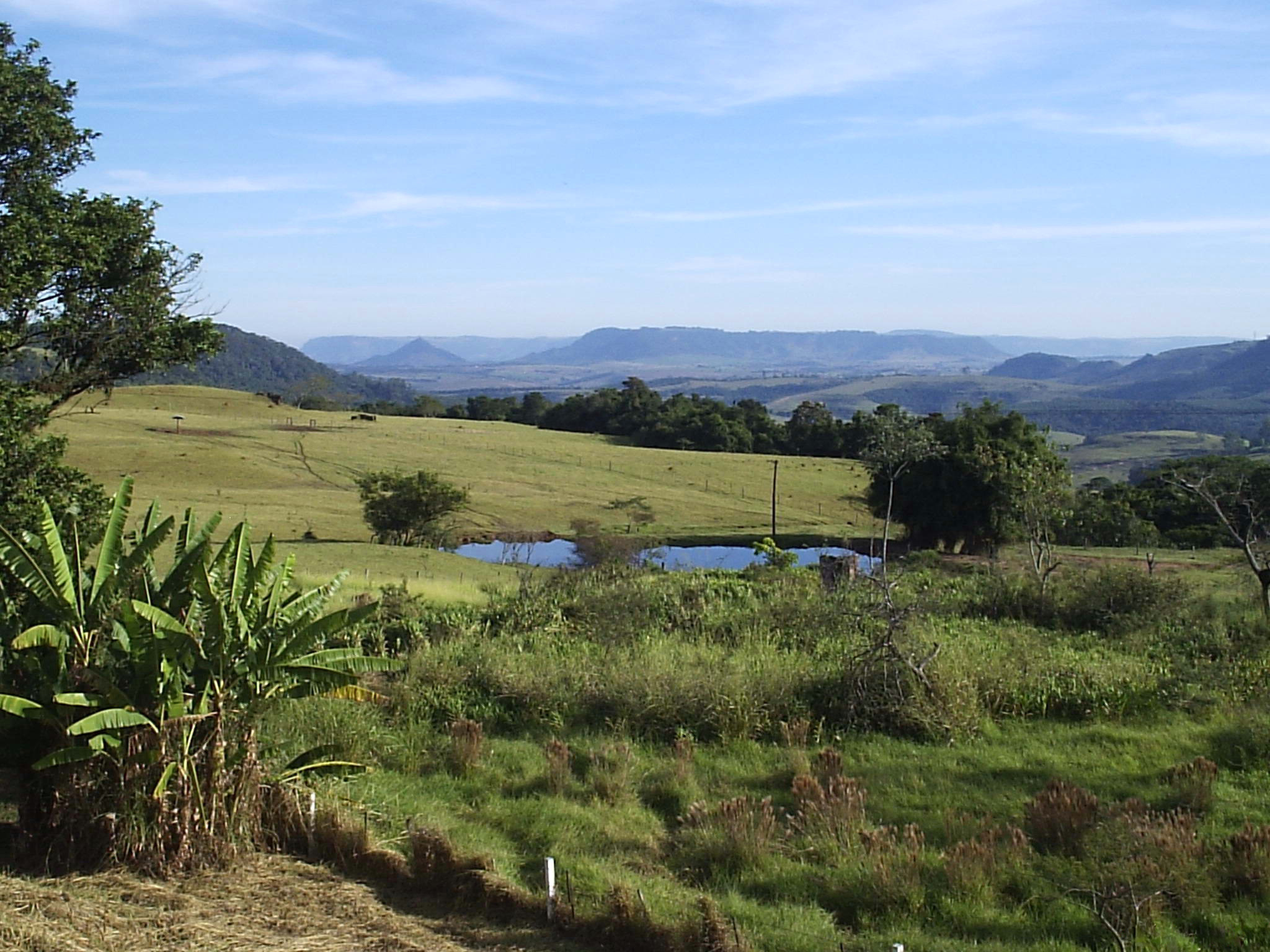
Serra de Santana (ou dos Padres), entre Rio Claro, e Corumbataí e Itirapina
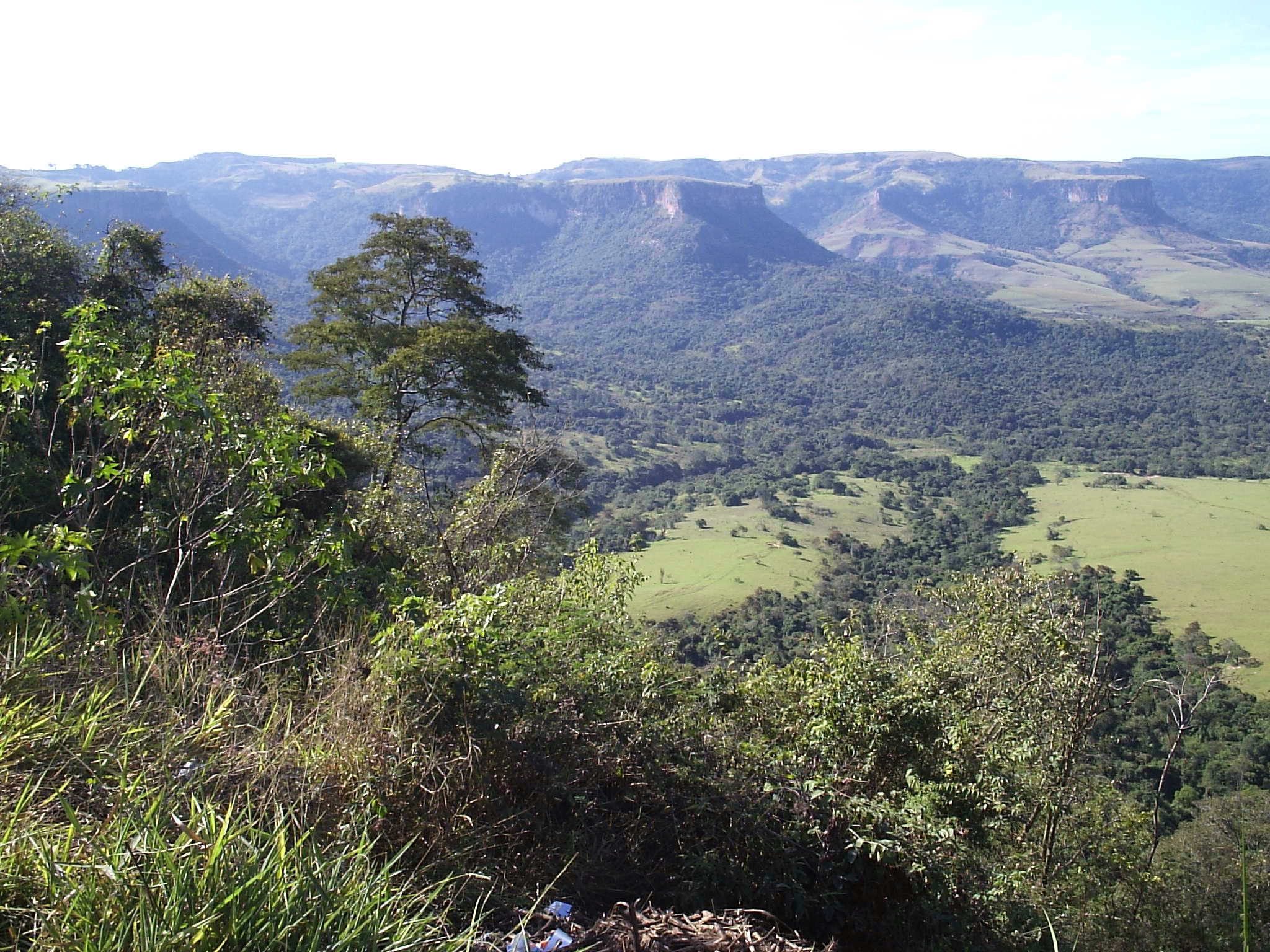
Serra de Itaqueri, sul de Itirapina
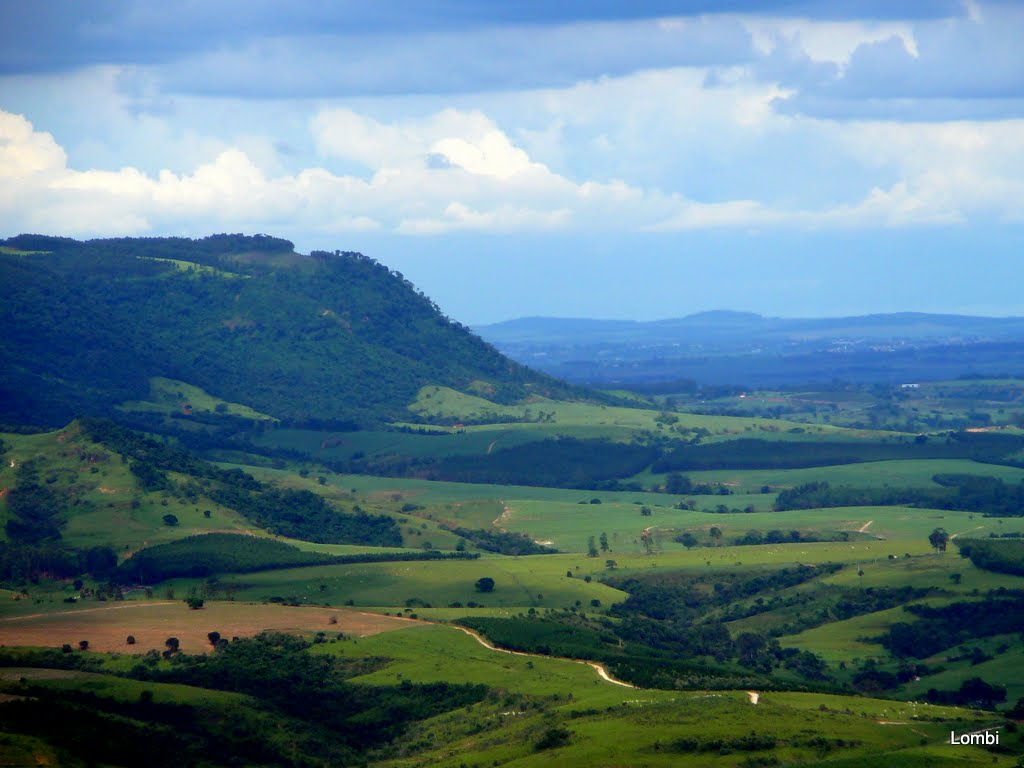
Escarpa (cuesta) em São Pedro
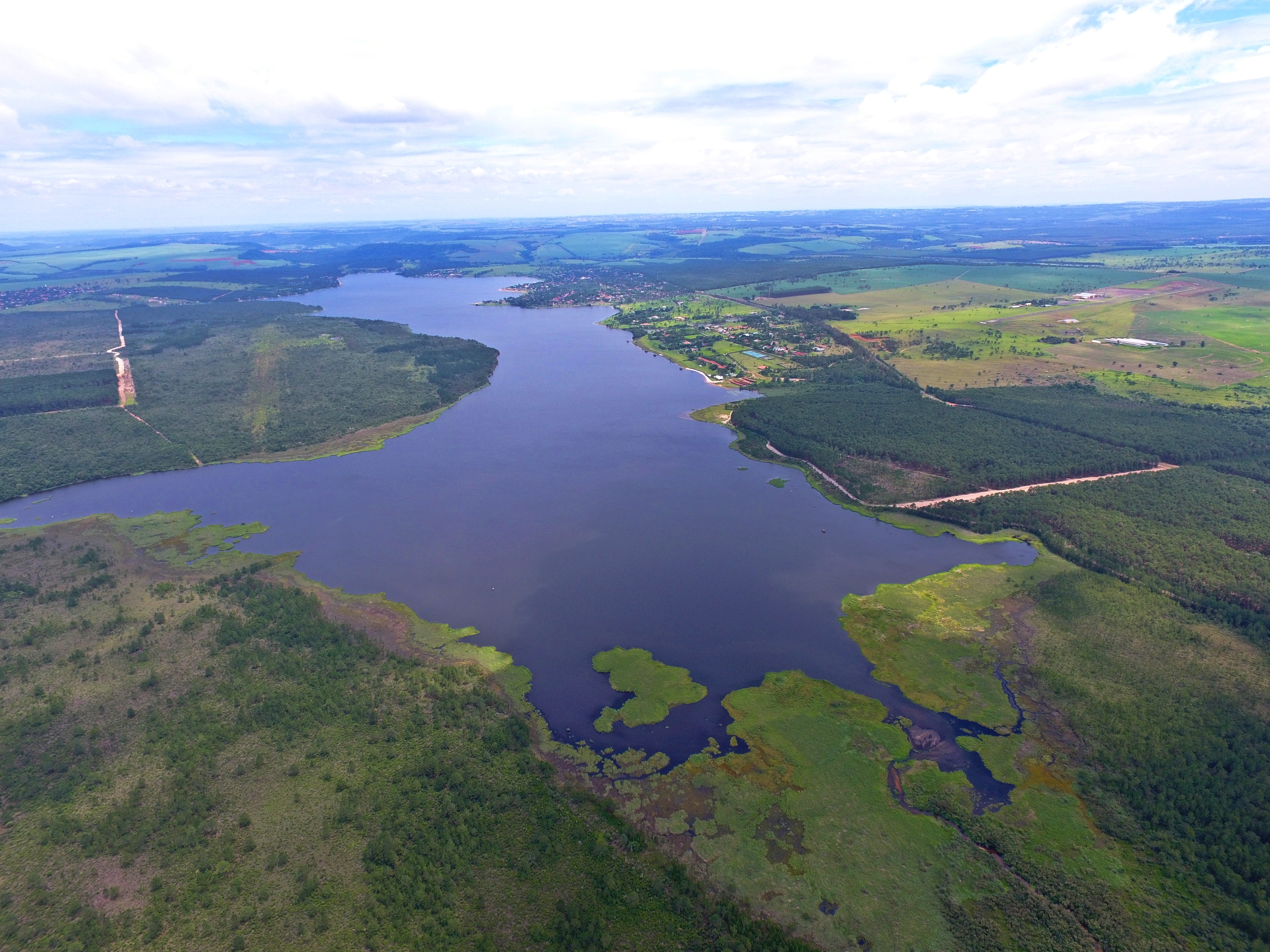
Represa do Broa, e Estação Ecológica de Itirapina (em primeiro plano)
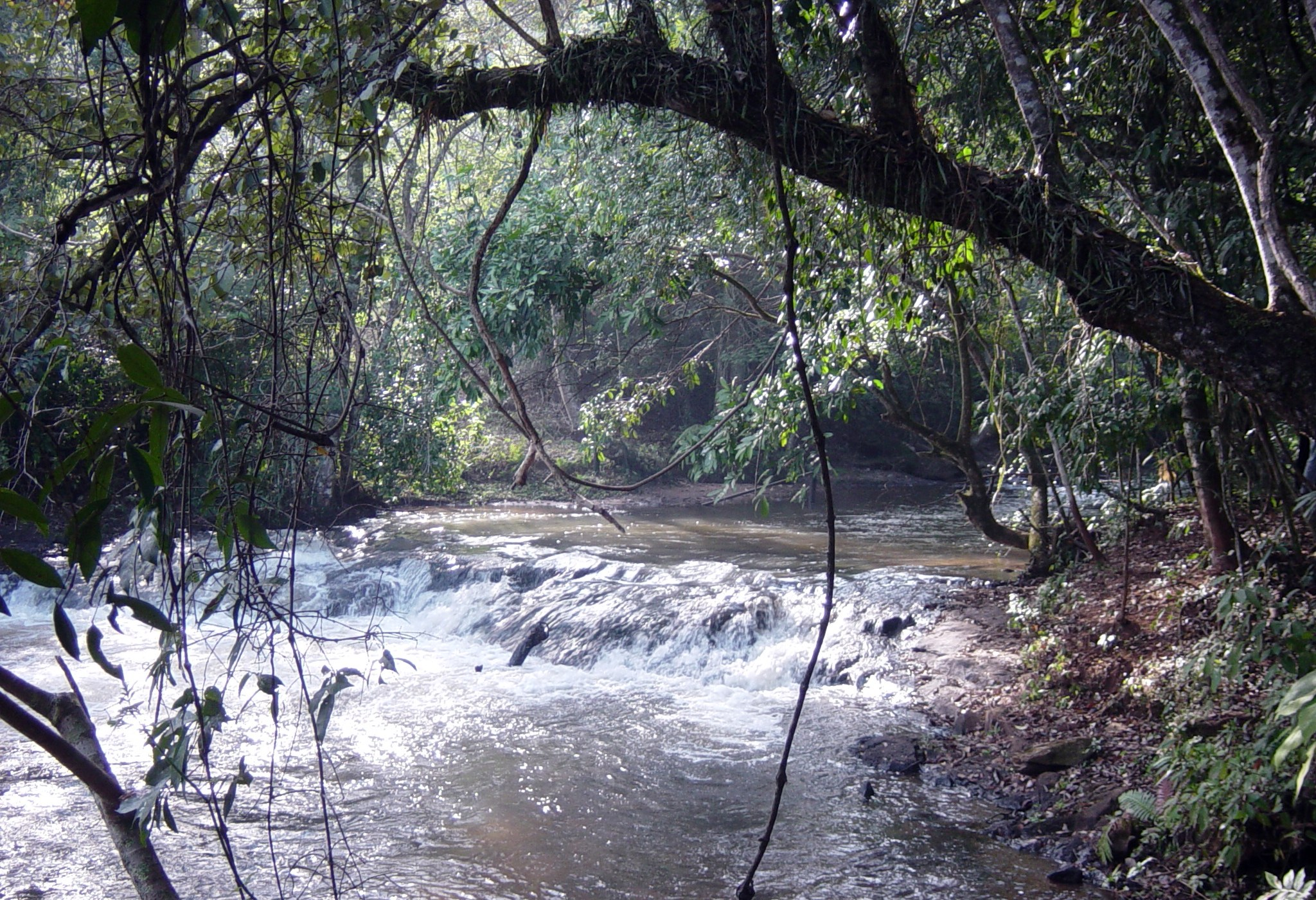
Ribeirão Feijão, em Itirapina
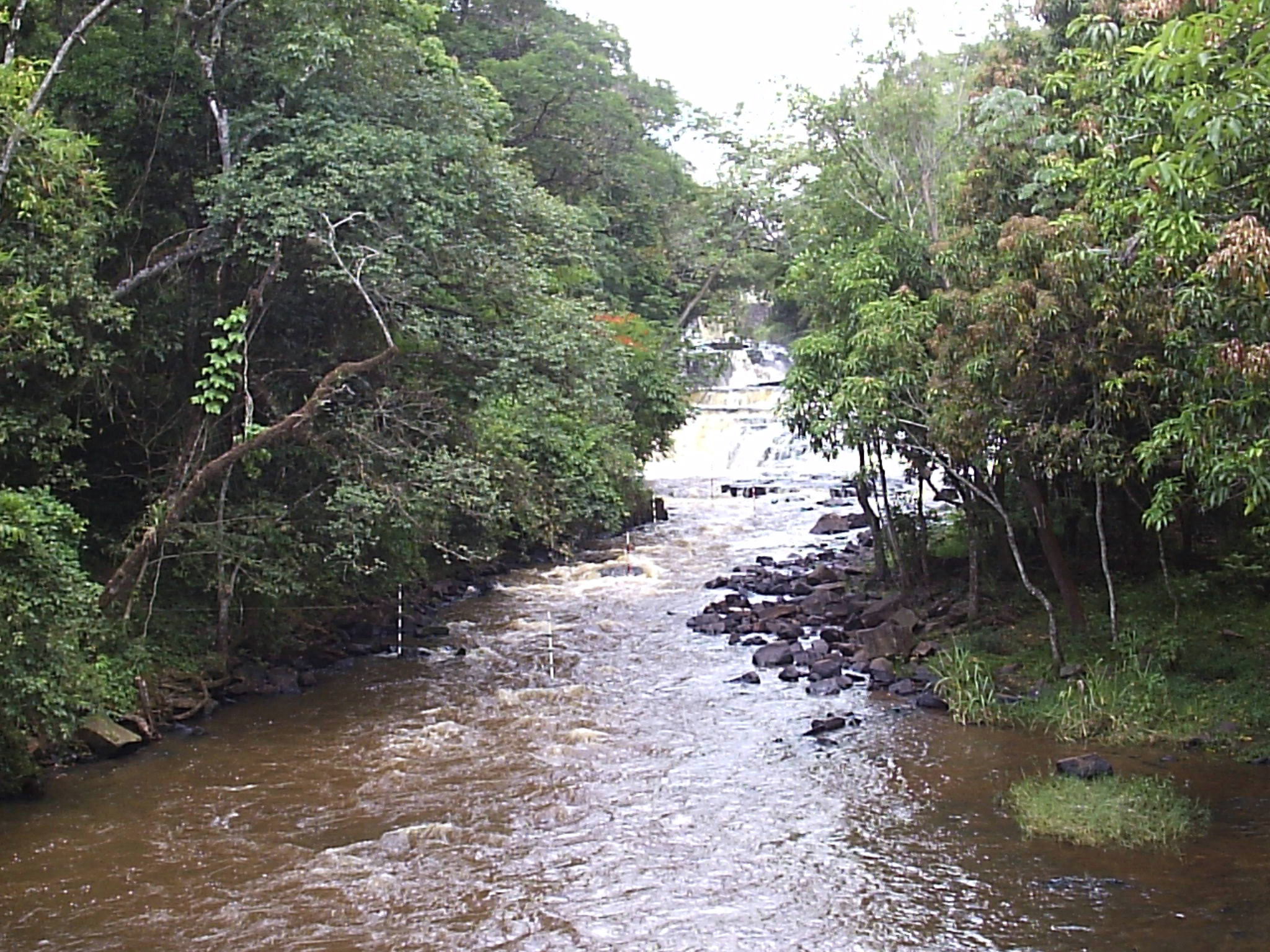
Rio Jacaré-Pepira, em Brotas
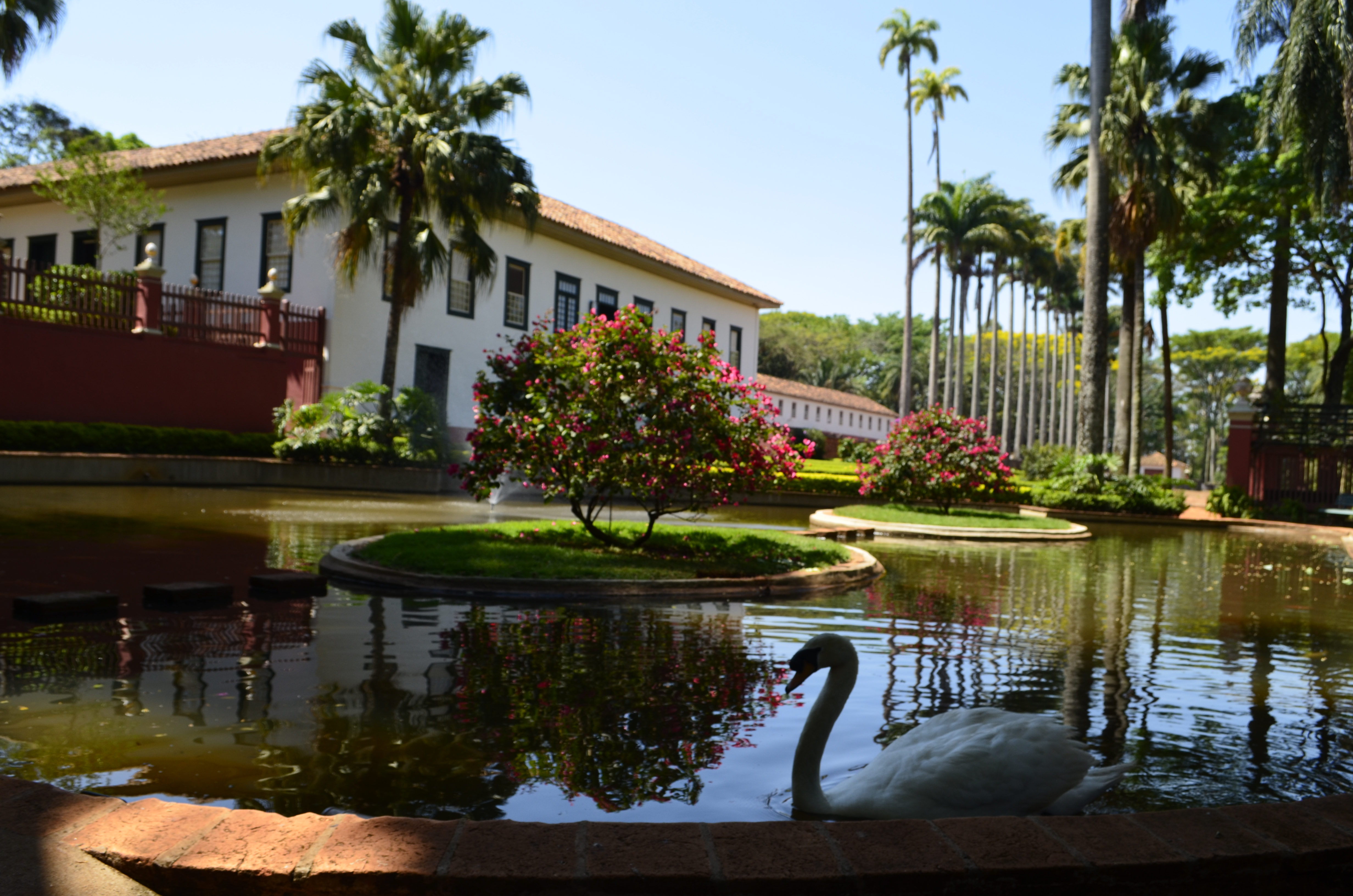
Casa do Pinhal, sul de São Carlos

## APA Botucatu
A APA Botucatu, formalmente, APA Corumbataí, Botucatu e Tejupá – Perímetro Botucatu, abrange porções de 9 municípios. Seu plano de manejo foi elaborado em 2011.

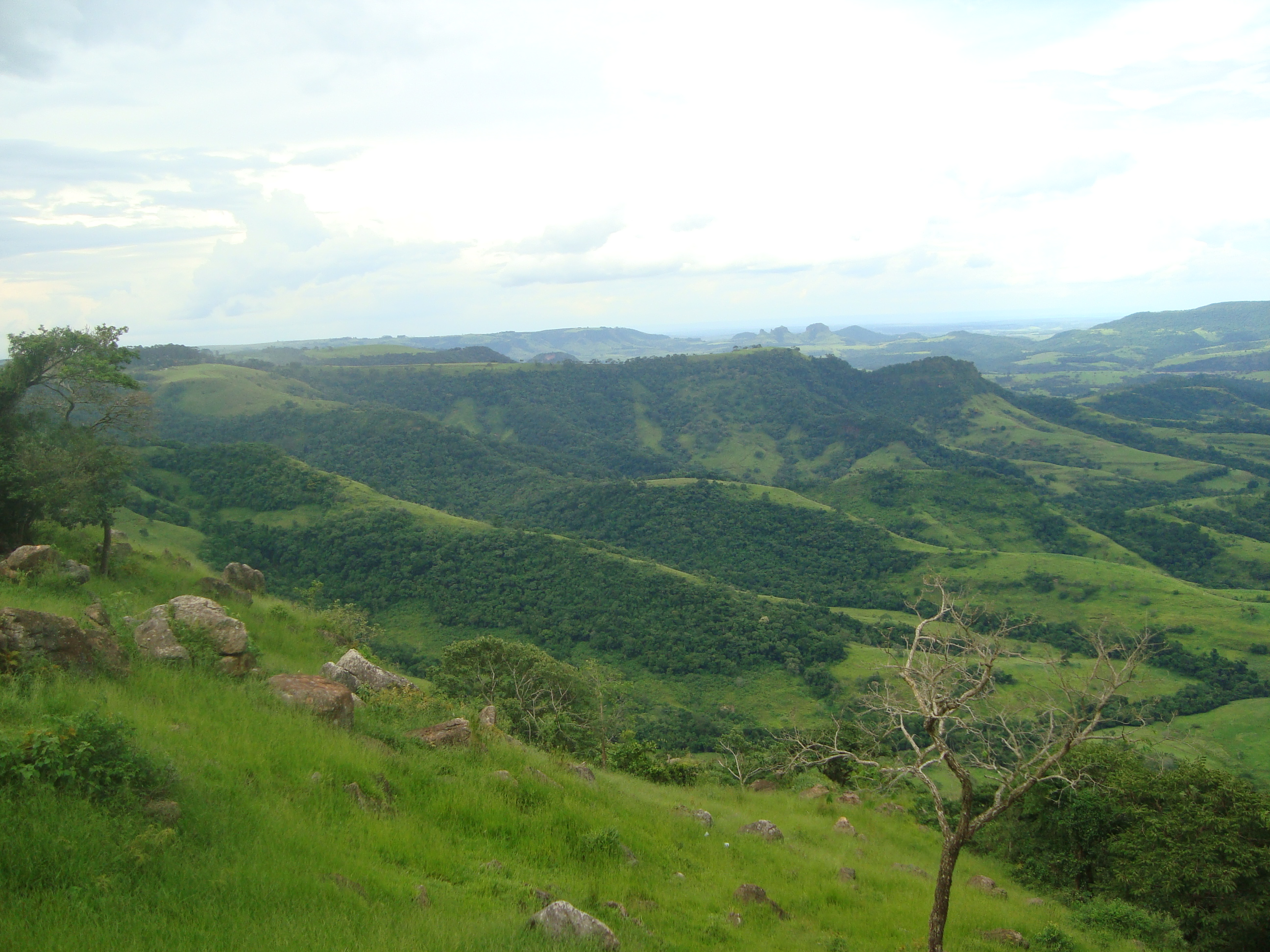
Cuestas na Serra de Botucatu, mostrando ao fundo os morros testemunhos das Três Pedras
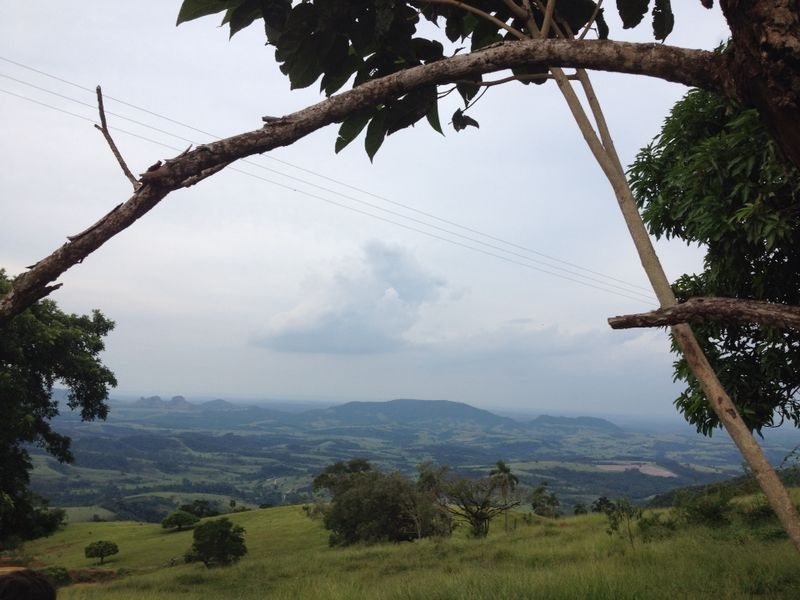
Morros do Gigante Adormecido, em Bofete
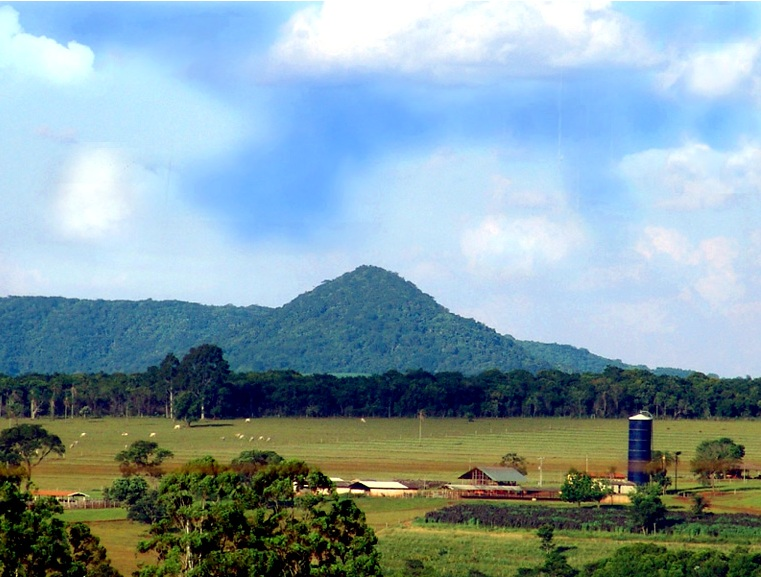
Pico Alto, em Avaré

## APA Tejupá
A APA Tejupá, formalmente, APA Corumbataí, Botucatu e Tejupá – Perímetro Tejupá, abrange porções de 10 municípios. Ainda não possui plano de manejo.

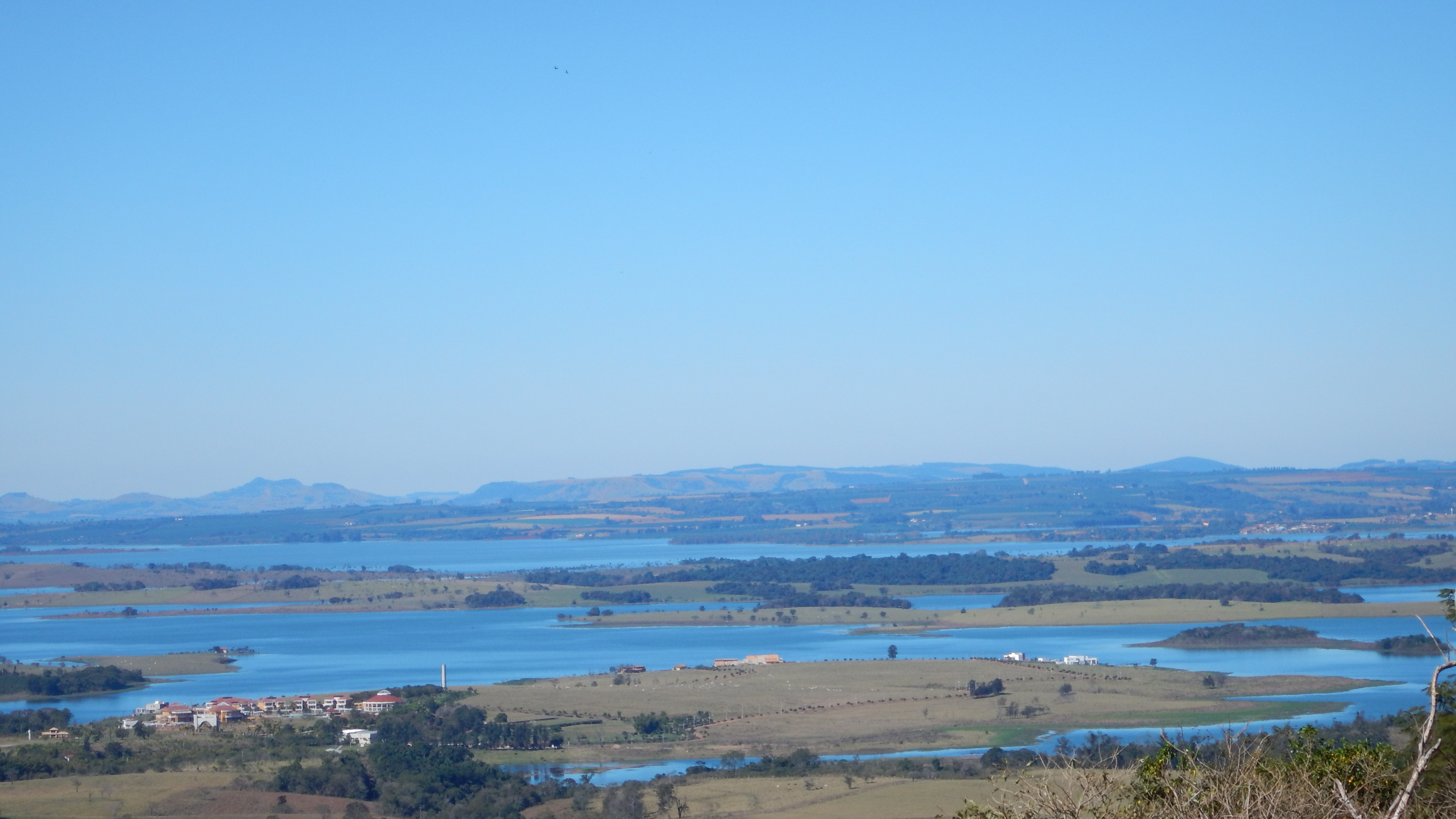
Represa dos Xavantes, no Rio Itararé, fronteira entre SP e PR
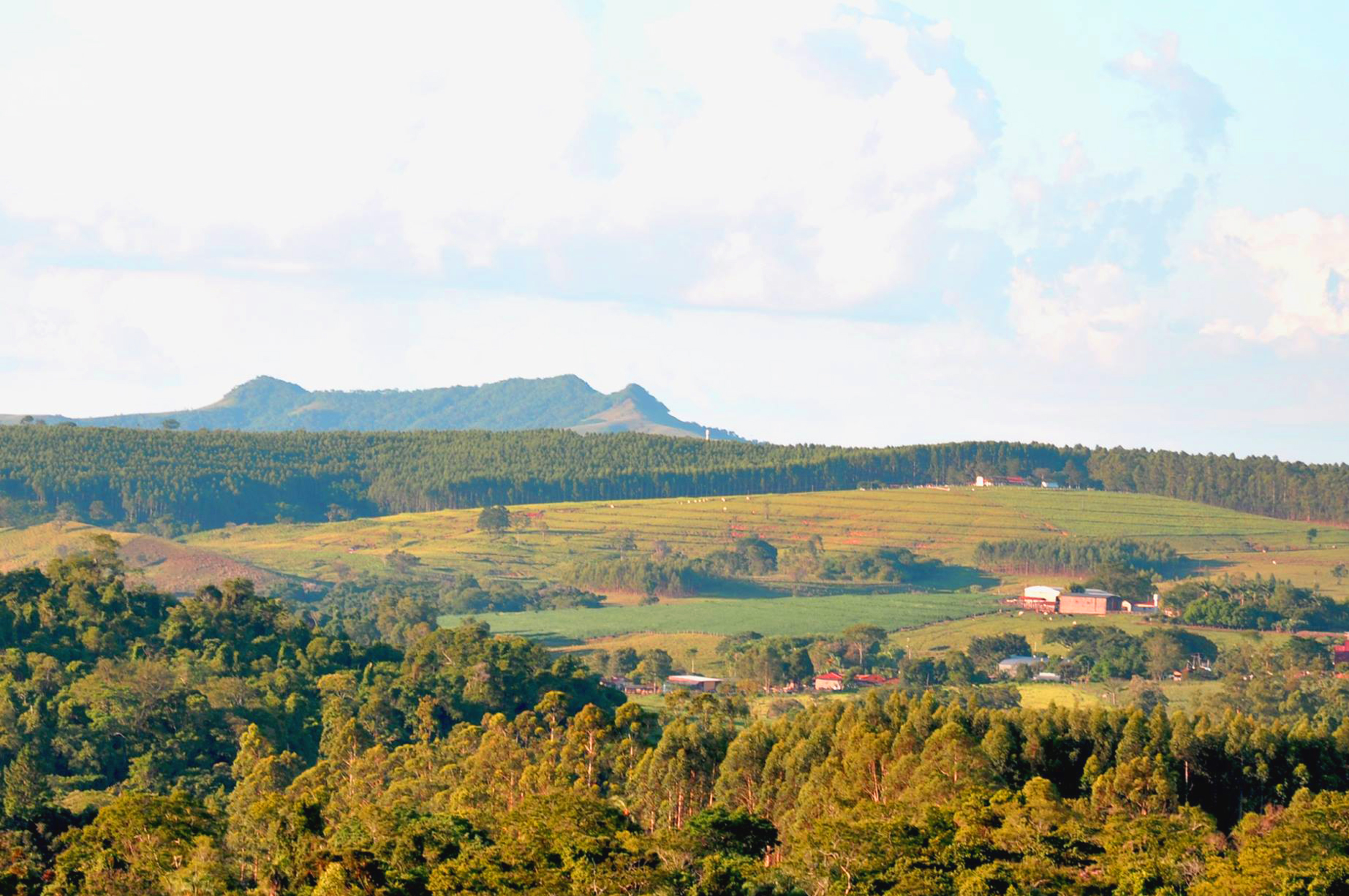
Serra dos Paes (ou Morro do Defunto), em Itaporanga